# Cal (Roman)
Cal ist ein Roman des nordirischen Schriftstellers Bernard MacLaverty aus dem Jahr 1983. Er thematisiert den Nordirlandkonflikt und handelt von einem jungen Mann namens Cal, der als Katholik inmitten von Protestanten lebt. Sein Vater arbeitet auf einem nahe gelegenen Schlachthof, seine Mutter ist tot. Aus seiner Lebenssituation heraus findet Cal keine wirklichen Freunde. Er hat nur Bekannte aus der militanten, katholischen Separatistenbewegung Irish Republican Army (IRA), die er selbst jedoch nicht zu seinen Freunden zählt. 
Cal nimmt unregelmäßig Aufträge als Fahrer bei terroristischen Aktivitäten der IRA an. Durch einen dieser Aufträge wird er der Beihilfe zum Mord schuldig, als sein Mitfahrer den Farmbesitzer Mr. Morton tötet. Cal verliebt sich bald darauf in dessen Witwe Marcella Morton, die in der städtischen Bibliothek arbeitet.
Der Roman wurde 1984 unter der Regie von Pat O’Connor verfilmt.